# Eifuku
Eifuku (anglicky Northwest Eifuku Seamount) je v současnosti neaktivní podmořský vulkán, nacházející se v Pacifiku. Je součástí podmořského vulkanického řetězu, táhnoucího se podél Marianského příkopu mezi ostrovními oblouky Izu a Severní Mariany. Sopka, na rozdíl od svých sousedů je podstatně menší, její masiv je tvořen převážně bazalty a andezity. Eifuku je jedno z dvou míst na Zemi, kde dochází k emisi tekutého oxidu uhličitého. Tyto emise byly objeveny expedicí NOAA v roce 2003.